# Can Fulló
Can Fulló és un mas a mig camí dels nuclis d'Argentona i Òrrius (Maresme) protegida com a Bé Cultural d'Interès Local. Masia amb tres cossos perpendiculars a façana i un de paral·lel al darrere, de planta baixa, pis i golfes, amb teulada a dues vessants i carener perpendicular a la façana.
La façana té un portal d'arc de mig punt de pedra amb nou dovelles, i finestres de pedra. A les altres façanes també hi ha finestres de pedra.
L'entrada té dos portals de pedra a la dreta, i un d'accés a l'antiga cuina, a l'esquerra, on s'hi conserva una gran llar de foc, un forn de pa i un rentamans. També es conserva l'antic portal d'accés al celler, sota l'escala.
Pel que fa al pis, l'antiga sala, molt transformada, manté però dos portals de pedra.
Al davant hi ha una altra edificació del segle xix.
També està catalogada la mina de la masia.